# Eogastropoda
Gli Eogastropoda Ponder & Lindberg, 1996 sono una sottoclasse di molluschi gasteropodi.

## Tassonomia
Comprende i seguenti ordini di molluschi, in precedenza attribuiti ai Prosobranchia :
- Ordine Euomphalida de Koninck 1881 † fossile
- Ordine Patellogastropoda Lindberg, 1986
  - Sottordine Patellina Van Ihering, 1876
    - Superfamiglia Patelloidea Rafinesque, 1815

  - Sottordine Nacellina Lindberg, 1988
    - Superfamiglia Acmaeoidea Carpenter, 1857
    - Superfamiglia Nacelloidea Thiele, 1891

  - Sottordine Lepetopsina McLean, 1990
    - Superfamiglia Lepetopsoidea McLean, 1990